# ITF Women's Circuit 1995
L'ITF Women's Circuit 1995 è stata una serie di tornei gestita dall'organo internazionale del tennis, l'ITF. Lo scopo di questi tornei è quello di permettere, in particolare alle giovani tenniste, di migliorare la loro classifica per giocare in tornei più importanti. L'ITF Women's Circuit comprende tornei che hanno montepremi che vanno dai 5 000 ai 50 000 dollari.

## Gennaio
Nessun torneo

## Febbraio
| Settimana   | Torneo                                                                 | Vincitrice | Finalista | Semifinaliste | Quarti di finale |
| ----------- | ---------------------------------------------------------------------- | ---------- | --------- | ------------- | ---------------- |
| 13 febbraio | ITF Women's Circuit Bogota 1995 Bogotà, Colombia Terra rossa $25,000   |            |           |               |                  |
| 13 febbraio | ITF Women's Circuit Bogota 1995 Bogotà, Colombia Terra rossa $25,000   |            |           |               |                  |
| 20 febbraio | Cali Challeneger 1995 Cali, Colombia Terra rossa $10,000               |            |           |               |                  |
| 20 febbraio | Cali Challeneger 1995 Cali, Colombia Terra rossa $10,000               |            |           |               |                  |
| 27 febbraio | ITF Women's Circuit Cordova 1995 Cordova, Messico Cemento $5,000       |            |           |               |                  |
| 27 febbraio | ITF Women's Circuit Cordova 1995 Cordova, Messico Cemento $5,000       |            |           |               |                  |
| 27 febbraio | ITF Women's Circuit Cartagena 1995 Cartagena, Colombia Cemento $10,000 |            |           |               |                  |
| 27 febbraio | ITF Women's Circuit Cartagena 1995 Cartagena, Colombia Cemento $10,000 |            |           |               |                  |

## Marzo
| Settimana | Torneo                                                                        | Vincitrice | Finalista | Semifinaliste | Quarti di finale |
| --------- | ----------------------------------------------------------------------------- | ---------- | --------- | ------------- | ---------------- |
| 6 marzo   | ITF Women's Circuit Johannesburg 1995 Johannesburg, Sudafrica Cemento $10,000 |            |           |               |                  |
| 6 marzo   | ITF Women's Circuit Johannesburg 1995 Johannesburg, Sudafrica Cemento $10,000 |            |           |               |                  |
| 13 marzo  | ITF Women's Circuit Gabarone 1995 Gabarone, Botswana Cemento $10,000          |            |           |               |                  |
| 13 marzo  | ITF Women's Circuit Gabarone 1995 Gabarone, Botswana Cemento $10,000          |            |           |               |                  |
| 20 marzo  | ITF Women's Circuit Bandar Seri 1995 Bandar Seri, Brunei Cemento $10,000      |            |           |               |                  |
| 20 marzo  | ITF Women's Circuit Bandar Seri 1995 Bandar Seri, Brunei Cemento $10,000      |            |           |               |                  |
| 20 marzo  | ITF Women's Circuit Harare 1995 Harare, Zimbabwe Cemento $10,000              |            |           |               |                  |
| 20 marzo  | ITF Women's Circuit Harare 1995 Harare, Zimbabwe Cemento $10,000              |            |           |               |                  |
| 27 marzo  | Mitra Kemayoran Women's Circuit 1995 Giacarta, Indonesia Cemento $10,000      |            |           |               |                  |
| 27 marzo  | Mitra Kemayoran Women's Circuit 1995 Giacarta, Indonesia Cemento $10,000      |            |           |               |                  |
| 27 marzo  | ITF Women's Circuit Nairobi 1995 Nairobi, Kenya Terra rossa $10,000           |            |           |               |                  |
| 27 marzo  | ITF Women's Circuit Nairobi 1995 Nairobi, Kenya Terra rossa $10,000           |            |           |               |                  |

## Aprile
| Settimana | Torneo                                                                                | Vincitrice | Finalista | Semifinaliste | Quarti di finale |
| --------- | ------------------------------------------------------------------------------------- | ---------- | --------- | ------------- | ---------------- |
| 3 aprile  | ITF Women's Circuit Bandung 1995 Bandung, Indonesia Cemento $10,000                   |            |           |               |                  |
| 3 aprile  | ITF Women's Circuit Bandung 1995 Bandung, Indonesia Cemento $10,000                   |            |           |               |                  |
| 3 aprile  | ITF Women's Circuit Puerto Vallarta 1995 Puerto Vallarta, Messico Terra rossa $10,000 |            |           |               |                  |
| 3 aprile  | ITF Women's Circuit Puerto Vallarta 1995 Puerto Vallarta, Messico Terra rossa $10,000 |            |           |               |                  |
| 10 aprile | ITF Women's Circuit Tampico 1995 Tampico, Messico Terra rossa $10,000                 |            |           |               |                  |
| 10 aprile | ITF Women's Circuit Tampico 1995 Tampico, Messico Terra rossa $10,000                 |            |           |               |                  |
| 17 aprile | ITF Women's Circuit Caracas 1995 Caracas, Venezuela Terra rossa $10,000               |            |           |               |                  |
| 17 aprile | ITF Women's Circuit Caracas 1995 Caracas, Venezuela Terra rossa $10,000               |            |           |               |                  |

## Maggio
| Settimana | Torneo                                                                 | Vincitrice | Finalista | Semifinaliste | Quarti di finale |
| --------- | ---------------------------------------------------------------------- | ---------- | --------- | ------------- | ---------------- |
| 8 maggio  | ITF Women's Circuit Seoul 1995 Seul, Corea del Sud Terra rossa $25,000 |            |           |               |                  |
| 8 maggio  | ITF Women's Circuit Seoul 1995 Seul, Corea del Sud Terra rossa $25,000 |            |           |               |                  |
| 15 maggio | ITF Women's Circuit Beijing 1995 Pechino, Cina Cemento $10,000         |            |           |               |                  |
| 15 maggio | ITF Women's Circuit Beijing 1995 Pechino, Cina Cemento $10,000         |            |           |               |                  |
| 22 maggio | ITF Women's Circuit Beijing 1995 Pechino, Cina Cemento $10,000         |            |           |               |                  |
| 22 maggio | ITF Women's Circuit Beijing 1995 Pechino, Cina Cemento $10,000         |            |           |               |                  |
| 29 maggio | ITF Women's Circuit Jaffa 1995 Jaffa, Israele Cemento $10,000          |            |           |               |                  |
| 29 maggio | ITF Women's Circuit Jaffa 1995 Jaffa, Israele Cemento $10,000          |            |           |               |                  |
| 29 maggio | ITF Women's Circuit Seoul 1995 Seul, Corea del Sud Cemento $10,000     |            |           |               |                  |
| 29 maggio | ITF Women's Circuit Seoul 1995 Seul, Corea del Sud Cemento $10,000     |            |           |               |                  |

## Giugno
| Settimana | Torneo                                                             | Vincitrice | Finalista | Semifinaliste | Quarti di finale |
| --------- | ------------------------------------------------------------------ | ---------- | --------- | ------------- | ---------------- |
| 5 giugno  | ITF Women's Circuit Seoul 1995 Seul, Corea del Sud Cemento $10,000 |            |           |               |                  |
| 5 giugno  | ITF Women's Circuit Seoul 1995 Seul, Corea del Sud Cemento $10,000 |            |           |               |                  |
| 5 giugno  | ITF Women's Circuit Haifa 1995 Haifa, Israele Cemento $10,000      |            |           |               |                  |
| 5 giugno  | ITF Women's Circuit Haifa 1995 Haifa, Israele Cemento $10,000      |            |           |               |                  |

## Luglio
| Settimana | Torneo                                                                      | Vincitrice | Finalista | Semifinaliste | Quarti di finale |
| --------- | --------------------------------------------------------------------------- | ---------- | --------- | ------------- | ---------------- |
| 17 luglio | ITF Women's Circuit Sao Paulo 1995 San Paolo, Brasile Terra rossa $10,000   |            |           |               |                  |
| 17 luglio | ITF Women's Circuit Sao Paulo 1995 San Paolo, Brasile Terra rossa $10,000   |            |           |               |                  |
| 24 luglio | ITF Women's Circuit Bahia 1995 Bahia, Brasile Terra rossa $10,000           |            |           |               |                  |
| 24 luglio | ITF Women's Circuit Bahia 1995 Bahia, Brasile Terra rossa $10,000           |            |           |               |                  |
| 31 luglio | ITF Women's Circuit Mississauga 1995 Mississauga, Canada Cemento $25,000    |            |           |               |                  |
| 31 luglio | ITF Women's Circuit Mississauga 1995 Mississauga, Canada Cemento $25,000    |            |           |               |                  |
| 31 luglio | ITF Women's Circuit Casablanca 1995 Casablanca, Marocco Terra rossa $10,000 |            |           |               |                  |
| 31 luglio | ITF Women's Circuit Casablanca 1995 Casablanca, Marocco Terra rossa $10,000 |            |           |               |                  |

## Agosto
| Settimana | Torneo                                                                              | Vincitrice | Finalista | Semifinaliste | Quarti di finale |
| --------- | ----------------------------------------------------------------------------------- | ---------- | --------- | ------------- | ---------------- |
| 7 agosto  | ITF Women's Circuit Carthage 1995 Cartagine, Tunisia Terra rossa $10,000            |            |           |               |                  |
| 7 agosto  | ITF Women's Circuit Carthage 1995 Cartagine, Tunisia Terra rossa $10,000            |            |           |               |                  |
| 14 agosto | ITF Women's Circuit Carthage 1995 Cartagine, Tunisia Terra rossa $25,000            |            |           |               |                  |
| 14 agosto | ITF Women's Circuit Carthage 1995 Cartagine, Tunisia Terra rossa $25,000            |            |           |               |                  |
| 28 agosto | ITF Women's Circuit San Salvador 1995 San Salvador, El Salvador Terra rossa $10,000 |            |           |               |                  |
| 28 agosto | ITF Women's Circuit San Salvador 1995 San Salvador, El Salvador Terra rossa $10,000 |            |           |               |                  |

## Settembre
| Settimana    | Torneo                                                                         | Vincitrice | Finalista | Semifinaliste | Quarti di finale |
| ------------ | ------------------------------------------------------------------------------ | ---------- | --------- | ------------- | ---------------- |
| 4 settembre  | ITF Women's Circuit Tianjin 1995 Tientsin, Cina Cemento $25,000                |            |           |               |                  |
| 4 settembre  | ITF Women's Circuit Tianjin 1995 Tientsin, Cina Cemento $25,000                |            |           |               |                  |
| 4 settembre  | ITF Women's Circuit Medellin 1995 Medellin, Colombia Terra rossa $10,000       |            |           |               |                  |
| 4 settembre  | ITF Women's Circuit Medellin 1995 Medellin, Colombia Terra rossa $10,000       |            |           |               |                  |
| 11 settembre | ITF Women's Circuit Khoh Kaen 1995 Khoh Kaen, Thailandia Cemento $10,000       |            |           |               |                  |
| 11 settembre | ITF Women's Circuit Khoh Kaen 1995 Khoh Kaen, Thailandia Cemento $10,000       |            |           |               |                  |
| 11 settembre | ITF Women's Circuit Bucaramanga 1995 Bucaramanga, Colombia Terra rossa $10,000 |            |           |               |                  |
| 11 settembre | ITF Women's Circuit Bucaramanga 1995 Bucaramanga, Colombia Terra rossa $10,000 |            |           |               |                  |
| 18 settembre | ITF Women's Circuit Samutpakarn 1995 Samutpakarn, Thailandia Cemento $10,000   |            |           |               |                  |
| 18 settembre | ITF Women's Circuit Samutpakarn 1995 Samutpakarn, Thailandia Cemento $10,000   |            |           |               |                  |
| 18 settembre | ITF Women's Circuit Manizales 1995 Manizales, Colombia Terra rossa $10,000     |            |           |               |                  |
| 18 settembre | ITF Women's Circuit Manizales 1995 Manizales, Colombia Terra rossa $10,000     |            |           |               |                  |
| 18 settembre | ITF Women's Circuit Ensenada 1995 Ensenada, Messico Cemento $10,000            |            |           |               |                  |
| 18 settembre | ITF Women's Circuit Ensenada 1995 Ensenada, Messico Cemento $10,000            |            |           |               |                  |
| 25 settembre | ITF Women's Circuit Guayaquil 1995 Guayaquil, Ecuador Terra rossa $10,000      |            |           |               |                  |
| 25 settembre | ITF Women's Circuit Guayaquil 1995 Guayaquil, Ecuador Terra rossa $10,000      |            |           |               |                  |
| 25 settembre | ITF Women's Circuit Guadalajara 1995 Guadalajara, Messico Terra rossa $10,000  |            |           |               |                  |
| 25 settembre | ITF Women's Circuit Guadalajara 1995 Guadalajara, Messico Terra rossa $10,000  |            |           |               |                  |

## Ottobre
| Settimana  | Torneo                                                                            | Vincitrice | Finalista | Semifinaliste | Quarti di finale |
| ---------- | --------------------------------------------------------------------------------- | ---------- | --------- | ------------- | ---------------- |
| 2 ottobre  | ITF Women's Circuit Ibaraki 1995 Ibaraki, Giappone Cemento $10,000                |            |           |               |                  |
| 2 ottobre  | ITF Women's Circuit Ibaraki 1995 Ibaraki, Giappone Cemento $10,000                |            |           |               |                  |
| 2 ottobre  | ITF Women's Circuit Lima 1995 Lima, Perù Terra rossa $10,000                      |            |           |               |                  |
| 2 ottobre  | ITF Women's Circuit Lima 1995 Lima, Perù Terra rossa $10,000                      |            |           |               |                  |
| 9 ottobre  | Copa Club The Strongest 1995 La Paz, Bolivia Terra rossa $10,000                  |            |           |               |                  |
| 9 ottobre  | Copa Club The Strongest 1995 La Paz, Bolivia Terra rossa $10,000                  |            |           |               |                  |
| 16 ottobre | ITF Women's Circuit Asuncion 1995 Asunción, Paraguay Terra rossa $10,000          |            |           |               |                  |
| 16 ottobre | ITF Women's Circuit Asuncion 1995 Asunción, Paraguay Terra rossa $10,000          |            |           |               |                  |
| 23 ottobre | ITF Women's Circuit Buenos Aires 1995 Buenos Aires, Argentina Terra rossa $10,000 |            |           |               |                  |
| 23 ottobre | ITF Women's Circuit Buenos Aires 1995 Buenos Aires, Argentina Terra rossa $10,000 |            |           |               |                  |
| 30 ottobre | ITF Women's Circuit Santiago 1995 Santiago, Cile Terra rossa $10,000              |            |           |               |                  |
| 30 ottobre | ITF Women's Circuit Santiago 1995 Santiago, Cile Terra rossa $10,000              |            |           |               |                  |
| 30 ottobre | ITF Women's Circuit Saga 1995 Saga, Giappone Erba $25,000                         |            |           |               |                  |
| 30 ottobre | ITF Women's Circuit Saga 1995 Saga, Giappone Erba $25,000                         |            |           |               |                  |
| 30 ottobre | ITF Women's Circuit Freeport 1995 Freeport, Bahamas Cemento $10,000               |            |           |               |                  |
| 30 ottobre | ITF Women's Circuit Freeport 1995 Freeport, Bahamas Cemento $10,000               |            |           |               |                  |

## Novembre
| Settimana   | Torneo                                                                                          | Vincitrice | Finalista | Semifinaliste | Quarti di finale |
| ----------- | ----------------------------------------------------------------------------------------------- | ---------- | --------- | ------------- | ---------------- |
| 6 novembre  | ITF Women's Circuit Sao Paulo 1995 San Paolo, Brasile Terra rossa $25,000                       |            |           |               |                  |
| 6 novembre  | ITF Women's Circuit Sao Paulo 1995 San Paolo, Brasile Terra rossa $25,000                       |            |           |               |                  |
| 6 novembre  | ITF Women's Circuit Santo Domingo 1995 Santo Domingo, Repubblica Dominicana Terra rossa $10,000 |            |           |               |                  |
| 6 novembre  | ITF Women's Circuit Santo Domingo 1995 Santo Domingo, Repubblica Dominicana Terra rossa $10,000 |            |           |               |                  |
| 13 novembre | ITF Women's Circuit Cairo 1995 Cairo, Egitto Terra rossa $10,000                                |            |           |               |                  |
| 13 novembre | ITF Women's Circuit Cairo 1995 Cairo, Egitto Terra rossa $10,000                                |            |           |               |                  |
| 13 novembre | ITF Women's Circuit San Salvador 1995 San Salvador, El Salvador Terra rossa $10,000             |            |           |               |                  |
| 13 novembre | ITF Women's Circuit San Salvador 1995 San Salvador, El Salvador Terra rossa $10,000             |            |           |               |                  |
| 13 novembre | ITF Women's Circuit Buenos Aires 1995 Buenos Aires, Argentina Terra rossa $10,000               |            |           |               |                  |
| 13 novembre | ITF Women's Circuit Buenos Aires 1995 Buenos Aires, Argentina Terra rossa $10,000               |            |           |               |                  |
| 13 novembre | Smart ITF Women's Circuit Manila 1995 Manila, Filippine Cemento $10,000                         |            |           |               |                  |
| 13 novembre | Smart ITF Women's Circuit Manila 1995 Manila, Filippine Cemento $10,000                         |            |           |               |                  |
| 20 novembre | ITF Women's Circuit Ismailia 1995 Ismailia, Egitto Terra rossa $10,000                          |            |           |               |                  |
| 20 novembre | ITF Women's Circuit Ismailia 1995 Ismailia, Egitto Terra rossa $10,000                          |            |           |               |                  |
| 20 novembre | ITF Women's Circuit Curacao 1995 Curaçao, Antille Olandesi Cemento $10,000                      |            |           |               |                  |
| 20 novembre | ITF Women's Circuit Curacao 1995 Curaçao, Antille Olandesi Cemento $10,000                      |            |           |               |                  |
| 20 novembre | ITF Women's Circuit Sao Paulo 1995 San Paolo, Brasile Cemento $10,000                           |            |           |               |                  |
| 20 novembre | ITF Women's Circuit Sao Paulo 1995 San Paolo, Brasile Cemento $10,000                           |            |           |               |                  |
| 27 novembre | ITF Women's Circuit Sao Paulo 1995 San Paolo, Brasile Cemento $10,000                           |            |           |               |                  |
| 27 novembre | ITF Women's Circuit Sao Paulo 1995 San Paolo, Brasile Cemento $10,000                           |            |           |               |                  |

## Dicembre
| Settimana   | Torneo                                                                                    | Vincitrice | Finalista | Semifinaliste | Quarti di finale |
| ----------- | ----------------------------------------------------------------------------------------- | ---------- | --------- | ------------- | ---------------- |
| 4 dicembre  | ITF Women's Circuit Sao Paulo 1995 San Paolo, Brasile Cemento $10,000                     |            |           |               |                  |
| 4 dicembre  | ITF Women's Circuit Sao Paulo 1995 San Paolo, Brasile Cemento $10,000                     |            |           |               |                  |
| 11 dicembre | ITF Women's Circuit Sao Paulo 1995 San Paolo (Brasile)!San Paolo, Brasile Cemento $10,000 |            |           |               |                  |
| 11 dicembre | ITF Women's Circuit Sao Paulo 1995 San Paolo (Brasile)!San Paolo, Brasile Cemento $10,000 |            |           |               |                  |
| 11 dicembre | NH Trans Ladies Indoor 1995 Ostrava, Repubblica Ceca Cemento $10,000                      |            |           |               |                  |
| 11 dicembre | NH Trans Ladies Indoor 1995 Ostrava, Repubblica Ceca Cemento $10,000                      |            |           |               |                  |
| 11 dicembre | ITF Women's Circuit Tucuman 1995 Tucuman, Argentina Terra rossa $50,000                   |            |           |               |                  |
| 11 dicembre | ITF Women's Circuit Tucuman 1995 Tucuman, Argentina Terra rossa $50,000                   |            |           |               |                  |
| 13 dicembre | ITF Women's Circuit Nuriootpa 1995 Nuriootpa, Australia Cemento $25,000                   |            |           |               |                  |
| 13 dicembre | ITF Women's Circuit Nuriootpa 1995 Nuriootpa, Australia Cemento $25,000                   |            |           |               |                  |